# Dreno de Penrose
Dreno de Penrose é um dreno de borracha, tipo látex, utilizado em cirurgias que implicam possível acúmulo no local da ferida operatória pós-operatório de líquidos infectados ou não.
O orifício de passagem do dreno deve ser amplo, e o mesmo deve ser posicionado à menor distância da loja a ser drenada, não utilizando o dreno através da incisão cirúrgica, mas sim através de uma contra-incisão.
A fim de evitar depósitos de esfacelo que possam vir a ocluir seu lúmen, o dreno de Penrose deve ser observado e mobilizado em intervalos de 12 horas, ou seja, tracionado em cada curativo (exceto quando contra-indicado), cortado seu excesso e recolocado o alfinete de segurança estéril, usando luva esterilizada. Seu orifício de saída deve ser ocluído com gaze estéril, devendo este curativo ser substituído sempre que necessário. É o único dreno que pode ser tracionado, geralmente de 2 á 3 cm por dia, conforme a prescrição médica.
Seu nome é uma homenagem a Charles Bingham Penrose (1862–1925).